# Kerry Simmonds
Kerry Simmonds (Palo Alto, 3 de abril de 1989) é uma remadora estadunidense, campeã olímpica.

## Carreira
Simmonds competiu nos Jogos Olímpicos de 2016, no Rio de Janeiro, onde conquistou a medalha de ouro com a equipe dos Estados Unidos no oito com.